# آن شب
آن شب فیلمی ترسناک، دلهره‌آور و معمایی به کارگردانی کوروش آهاری، نویسندگی کوروش آهاری و میلاد جرموز و تهیه‌کنندگی محمد درمنش با بازی شهاب حسینی محصول مشترک ایران و آمریکا سال ۱۳۹۷ است، و اولین فیلم آمریکایی است که پس از انقلاب در ایران اکران شده‌است.
این فیلم در بخش نگاه نو سی و هشتمین دوره جشنواره فیلم فجر حضور داشت.

## خلاصه داستان
دربارهٔ یک زوج مهاجر ایرانی در لس آنجلس است که به همراه فرزندشان در یک هتل محبوس شده‌اند در حالی که نیروهای بیگانه‌ای آن‌ها را وادار می‌کنند که با رازهایی که از هم پنهان کرده‌اند روبه رو شوند و طلسم‌ها را بشکنند.

## بازیگران
- شهاب حسینی
- نیوشا جعفریان
- لیا اوگانیان
- جورج مگوایر
- الستر لیتام
- مایکل گراهام
- جیا مورا
- استف مارتینز
- آرمین مهر
- علی کوششی
- امیرعلی حسینی
- گلبرگ خاوری
- حنا رحیم‌زاده
- کارا فوکوا
- سام طرازنده‌پور
- لیلی وی. کی.
- بشرا حقیقی

## جوایز
سی و نهمین دوره جشنواره فیلم ترسناک «مولین دو ری» اسپانیا، با اعطای سه جایزه اصلی خود به فیلم «آن شب» به کار خود پایان داد. در این رویداد سینمایی که از مهمترین جشنواره فیلم‌های ژانر وحشت در جهان است، این فیلم موفق به کسب جایزه بهترین کارگردانی و فیلمنامه شد و شهاب حسینی نیز برای بازی در این فیلم جایزه بهترین بازیگر مرد جشنواره را به خود اختصاص داد.